# キティオン包囲戦
キティオン包囲戦（キティオンほういせん、英: Siege of Citium）は、紀元前450年にキモン率いるデロス同盟とアケメネス朝ペルシアとの間で戦われた包囲戦である。
アテナイは紀元前451年にスパルタとの第一次ペロポネソス戦争における5年期限の休戦条約を締結し、ひとまずはギリシアにおける争いから解放された。そこでアテナイはキモン指揮の下でデロス同盟艦隊200隻をキュプロスに送った。そのうち60隻はエジプトでペルシアに反旗を翻したアミュルタイオスの援軍へと送られ、残りはキモンの下でキュプロスで戦った。キモンはキュプロスの大部分を制圧した後にキティオンを包囲したものの、包囲の途中に彼が病死し、また糧秣が不足しだしたのでデロス同盟軍は撤退を決定した。キティオンを離れたデロス同盟艦隊はサラミスへと向い、サラミスの海戦でフェニキア人、キュプロス人、キリキア人から成る艦隊を破り、アテナイへと帰国した。
その一方で紀元前448年に第二次神聖戦争が起こったのを皮切りとしてアテナイはスパルタとの戦いを再開せねばならなくなった。

## 註
1. ↑  コルネリウス・ネポス, 「キモン」, 3
2. 1 2  トゥキュディデス, I, 112